# Scyphophorus acupunctatus
Scyphophorus acupunctatus (лат.) — вид жуков из семейства долгоносики, или слоники (Curculionidae или Dryophthoridae, триба Rhynchophorini или Sphenophorini). Опасный сельскохозяйственный вредитель, повреждает до 40 % голубой агавы, из которой получают текилу.

## Ареал
Центральная и Северная Америка: США, Мексика, Коста-Рика, Куба, Ямайка, Гаити. Интродуцирован во многие страны мира, включая Азию, Австралию и Африку. В 2000-х годах обнаружен в Европе (Италия, Франция, Греция).

## Описание
Среднего размера жуки-долгоносики, длина 10—19 мм, основная окраска чёрная. Жгутик усики 6-члениковый, скапус цилиндрический. Лапки 5-члениковые (3-й сегмент шире второго и вентрально двулопастный). Пронотум короче надкрылий. Рострум короткий (короче, чем переднеспика вместе с надкрыльями). Скутеллюм имеет субтреугольную форму и максимальную ширину у своего основания. Голени средних и задних ног длиннее 1—4-х сегментов лапок. Весь жизненный цикл занимает от 50 до 90 суток, от 4 до 5 поколений в год. Питаются агавами, в том числе голубой агавой (Agáve tequilána), которая служит основным источником алкогольных напитков, таких как текила, мескаль и пульке. Один из основных вредителей этой сельскохозяйственной культуры. Также питаются такими растениями как Furcrea tuberosa (Miller), Polianthes tuberosa L., юкками Yucca aloifolia L., Yucca elephantipes Regel, Yucca glauca Nuttal, Yucca recurvifolia Salisbury.
С помощью масс-спектрометрии (GC-MS) у Scyphophorus acupunctatus в качестве феромонов были обнаружены такие вещества как 2-метил-4-гептанол, 2-метил-4-октанол, 2-метил-4-гептанон, 2-метил-4-октанон и терпеноиды линалоол, 3-карен и альфа-пинен.
Вид был впервые описан в 1838 году шведским энтомологом Леонардом Йюлленхолем.